# Arizonaschorpioen
De Arizonaschorpioen (Hadrurus arizonensis) is een schorpioen uit de familie Caraboctonidae. 
Deze schorpioen vindt zijn herkomst in het zuidwesten van Noord-Amerika in Mexico en in Amerikaanse staten zoals Arizona, Zuid-Californië, Nevada en Utah.